# Drupadia estella
Drupadia estella е вид пеперуда от семейство Синевки (Lycaenidae). Видът не е застрашен от изчезване.

## Разпространение и местообитание
Разпространен е в Бруней, Индонезия (Калимантан и Суматра), Малайзия (Западна Малайзия, Сабах и Саравак) и Тайланд.
Обитава гористи местности, планини, възвишения и хълмове.